# 太平紳士法令
太平紳士法令是一種法令簡稱，用於新西蘭及英國有關太平紳士的法例。

## 列表

### 新西蘭
- 《1858年太平紳士法令》 (21 & 22 Vict No 27)
- 《1957年太平紳士法令》 (1957 No 89)

### 英國
- 《1361年太平紳士法令（英语：Justices of the Peace Act 1361）》 (34 Edw 3 c 1)
- 《1547年太平紳士法令》 (1 Edw 6 c 7)
- 《1867年太平紳士法令》 (30 & 31 Vict c 115)
- 《1906年太平紳士法令》 (6 Edw 7 c 16)
- 《1949年太平紳士法令》 (12, 13 & 14 Geo 6 c 101)
- 《1965年太平紳士法令》 (c 28)
- 《1968年太平紳士法令》 (c 69)
- 《1979年太平紳士法令》 (c 55)
- 《1997年太平紳士法令》 (c 25)

#### 1731至1835年的《太平紳士資格法令》
《1731至1835年太平紳士資格法令》（Justices Qualification Acts 1731 to 1875）是以下法令的合稱：
- 《1731年太平紳士資格法令》 (5 Geo 2 c 18)
- 《1744年太平紳士資格法令》 (18 Geo 2 c 20)
- 《1760年太平紳士資格法令》 (1 Geo 3 c 13)
- 《1834年太平紳士資格（錫利群島）法令》 (4 & 5 Will 4 c 43)
- 《1871年太平紳士資格法令》 (34 & 35 Vict c 18)
- 《1875年太平紳士資格法令》 (38 & 39 Vict c 54)